# Киркевич Геннадій Олександрович
Генна́дій Олекса́ндрович Кирке́вич (нар. 7 вересня 1916, Київ, Російська імперія — 2017) — радянський військовик, капітан, учасник Другої світової війни. Кавалер орденів «За заслуги» II та III ст., лицар ордена Богдана Хмельницького II ст., кавалер орденів Вітчизняної війни I ст. та Червоної Зірки. Почесний громадянин міста Києва.

## Життєпис
Геннадій Киркевич народився в Києві на Хрещатику. У 1940 році закінчив Київський індустріальний інститут, отримавши паралельно з основним курсом навчання звання лейтенанта. Після закінчення вишу отримав розподілення на авіаційний завод у Горькому на посаду інженера зі швидкісного монтажу електропроводки. Однак 15 листопада 1940 року по спецпризову потрапив до Бессарабії, яку незадовго до того було приєднано до СРСР. Киркевича було зараховано до 8-го інженерного полку в селищі Флорешти.
Підрозділ Киркевича брав участь у бойових діях німецько-радянської війни з перших днів початку конфлікту. Відступаючи з території Молдови 8-й інженерний полк опинився аж біля Каховки, де прийняв дуже важкий та кровопролитний бій. Геннадія Киркевича було поранено в ногу і він опинився в госпіталі Мелітополя, а згодом під натиском ворожих військ був перевезений до Ворошиловграду. Після одужання продовжив службу ад'ютантом командира групи 12-ї армії. У травні 1942 року був контужений при артилерійському обстрілі, однак залишився в розташуванні частини. Попереднє поранення в сумі з контузією призвели до виникнення тромбофлебіта, через що Киркевич змушений був пересуватися з паличкою.
Поступово відступаючи, Геннадій Киркевич дістався аж до станиці Вьошенської, де приєднався до 197-ї стрілецької дивізії. Був направлений для перевірки до спецтабору НКВС в Тамбові. В середині листопада 1942 року опинився в Саратові. Два місяці потому сталося загострення поранення в ногу, внаслідок якого Киркевича було визнано обмежено-придатним до військової служби. Протягом року працював старшим інструктором облвійськомату в місті Сальськ. У лютому 1944 році мав бути переведений до діючої армії за власним бажанням, однак медична комісія визнала Киркевича обмежено придатним 2 ступеня та списала у запас з направленням до Києва для роботи у промисловому секторі.
В Києві Геннадій Киркевич працював у Раднаркомі УРСР. Керував відділом Управління з повернення обладнання, контролював прибуття залізничних складів з верстатами та тракторами. Загалом пропрацював у Раді Міністрів УРСР 28 років, ще протягом 8 був представником України в комітеті з газу в Комісії ООН у Женеві, займався будівництвом газопроводу «Дашава-Київ».

## Сім'я
- Син — Киркевич Віктор Геннадійович (1945 р.н), український краєзнавець, дослідник історії Києва, літератор, журналіст, колекціонер, заслужений працівник культури України.

## Нагороди
Ордени та медалі незалежної України
- Орден «За заслуги» II ступеня (1 грудня 2016) — за значний особистий внесок у державне будівництво, соціально-економічний, науково-технічний, культурно-освітній розвиток Української держави, вагомі трудові досягнення, багаторічну сумлінну працю[2]
- Орден «За заслуги» III ступеня
- Ордена Богдана Хмельницького II ступеня
- Медаль «Захиснику Вітчизни»
- Ювілейна медаль «60 років визволення України від фашистських загарбників»
- Медаль «70 років визволення України від фашистських загарбників»
- Ювілейна медаль «70 років Перемоги над нацизмом»

Нагороди часів СРСР
- Орден Червоної Зірки (6 листопада 1947) — за відвагу і хоробрість, проявлені в боях з німецькими загарбниками у Великій Вітчизняній війні[3]
- Орден Вітчизняної війни I ступеня (6 квітня 1985)[4][5]
- Медаль «За бойові заслуги»
- Медаль «За перемогу над Німеччиною у Великій Вітчизняній війні 1941—1945 рр.»
- Медаль «За доблесну працю у Великій Вітчизняній війні 1941—1945 рр.»
- Медаль «20 років перемоги у Великій Вітчизняній війні 1941—1945 рр.»
- Медаль «30 років перемоги у Великій Вітчизняній війні 1941—1945 рр.»
- Медаль «40 років перемоги у Великій Вітчизняній війні 1941—1945 рр.»
- Медаль «50 років Збройних Сил СРСР»
- Медаль «60 років Збройних Сил СРСР»
- Медаль «70 років Збройних Сил СРСР»
- Медаль «Ветеран праці»
- Медаль «У пам'ять 1500-річчя Києва»
- Знак «25 років перемоги у Великій Вітчизняній війні»

Медалі СНД
- Медаль Жукова
- Ювілейна медаль «50 років Перемоги у Великій Вітчизняній війні 1941—1945 рр.»
- Ювілейна медаль «60 років Перемоги у Великій Вітчизняній війні 1941—1945 рр.»
- Ювілейна медаль «65 років Перемоги у Великій Вітчизняній війні 1941—1945 рр.»